# Campionato mondiale vetture sport
Il Campionato mondiale vetture sport (en World Sports Car Championship) è stato un campionato automobilistico per vetture Sport, organizzato dalla Federazione Internazionale dell'Automobile dal 1953 al 1961.

## Storia
Nel 1953, visto il successo riscontrato dalle gare su strada e di durata negli anni precedenti, la Federazione Internazionale dell'Automobile tramite la Commissione Sportiva Internazionale istituisce il primo Campionato mondiale per costruttori di vetture sport denominandolo Campionato del mondo vetture sport.

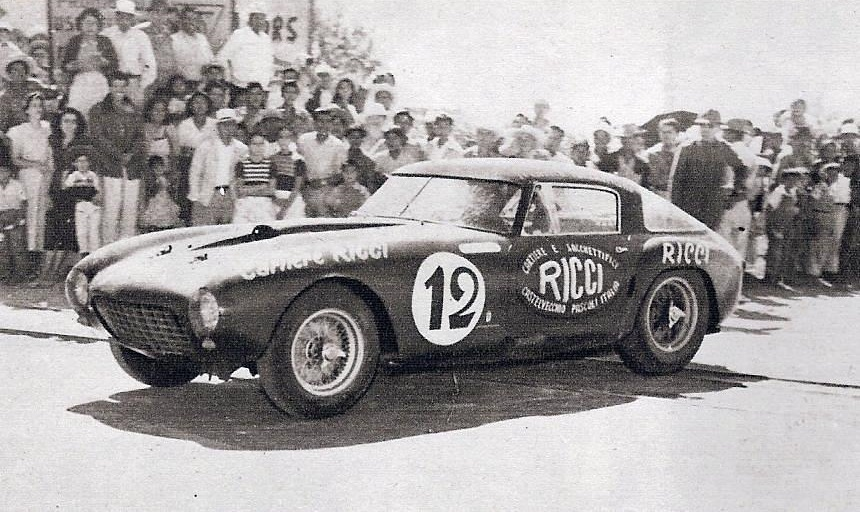
La Ferrari 375 MM in versione berlinetta guidata da Umberto Maglioli alla Carrera Panamericana del 1953.

Le vetture sport utilizzate tra gli anni cinquanta e i primi anni sessanta sono vetture biposto con carrozzeria aperta o chiusa e motori senza limitazioni di cilindrata, progettate e costruite appositamente per le competizioni ma dotate degli equipaggiamenti per l'uso stradale, e suddivise in classi secondo la cilindrata. Sono ammesse alle gare del Campionato anche le vetture turismo e gran turismo che però non possono ottenere punti validi per il Titolo.
Le prime edizioni del Campionato comprendono le grandi classiche su strada, Mille Miglia e Targa Florio, e su pista, 24 ore di Le Mans e Tourist Trophy, affiancate da corse più recenti quali la 12 Ore di Sebring, la 1000 km del Nürburgring, la Carrera Panamericana, la 1000 km di Buenos Aires.. A sfidarsi sono le case automobilistiche Alfa Romeo, Aston Martin, Ferrari, Jaguar, Lancia, Maserati, Mercedes-Benz, oltre a numerosi piccoli costruttori quali DB, Frazer Nash, MG, OSCA, Panhard, Bandini e Porsche. I costruttori partecipano al Campionato con squadre ufficiali o affidando le auto a scuderie private. Al volante delle biposto sport si alternano i migliori professionisti dell'epoca, Ascari, Bandini, Castellotti, Musso, Taruffi, Fangio e Moss che gareggiano anche in Formula 1, e i dilettanti chiamati gentleman-driver.

Juan Manuel Fangio al volante della Lancia D24 in occasione della vittoriosa Carrera Panamericana del 1953.

L'8 marzo 1953 si disputa negli Stati Uniti la 12 Ore di Sebring, prima prova della prima edizione del Campionato del mondo, vinta da un equipaggio statunitense, Phil Walters e John Fitch, al volante di una macchina americana, la Cunningham C4R, ma snobbata dai costruttori europei che, tranne la Aston Martin, partecipano solo con squadre private.
Protagonista degli anni delle vetture sport senza limitazioni di cilindrata è la Ferrari con le 340 MM, 375 MM, 375 Plus, 750 Monza, 860 Monza, 290 MM, 315 S e 335 S. La Ferrari trionfa alla 24 Ore di Le Mans con González e Trintignant, tre volte alla Mille Miglia grazie a Marzotto, Castellotti, Taruffi, e con il contributo di Farina, Hawthorn, Ascari, Maglioli, Fangio, Musso, Hill, Collins conquista i titoli iridati del 1953, 1954, 1956 e 1957. Anche altri costruttori italiani ottengono buoni risultati in questa prima fase del Mondiale: la OSCA, prima alla 12 Ore di Sebring con Moss e Lloyd al volante della MT4, la Lancia che con la D24 vince la Carrera Panamericana e la Mille Miglia per merito di Fangio e Ascari e si piazza al secondo posto nel Campionato del 1954, e in modo particolare la Maserati che con le 300S e 450S schierate per Fangio, Castellotti, Taruffi, Behra e Moss si aggiudica quattro gare ed è seconda nei Mondiali del 1955 e 1956. La Ferrari viene battuta nella classifica mondiale solo dalla Mercedes che con le 300 SLR pilotate da Moss, Fitch e Collins vince Mille Miglia, Tourist Trophy, Targa Florio e il Campionato del Mondo nel 1955, salvo poi abbandonare le gare in seguito alla tragedia di Le Mans di quell'anno. Con le C-Type e D-Type si mette in mostra la Jaguar, seconda nel Mondiale del 1953, che trionfa per tre volte alla 24 Ore di Le Mans con gli equipaggi formati da Rolt, Hamilton, Hawthorn, Bueb e Flockhart, mentre la Aston Martin con le DBR3 e DBR1 vince il Tourist Trophy e la 1000 km del Nürburgring.

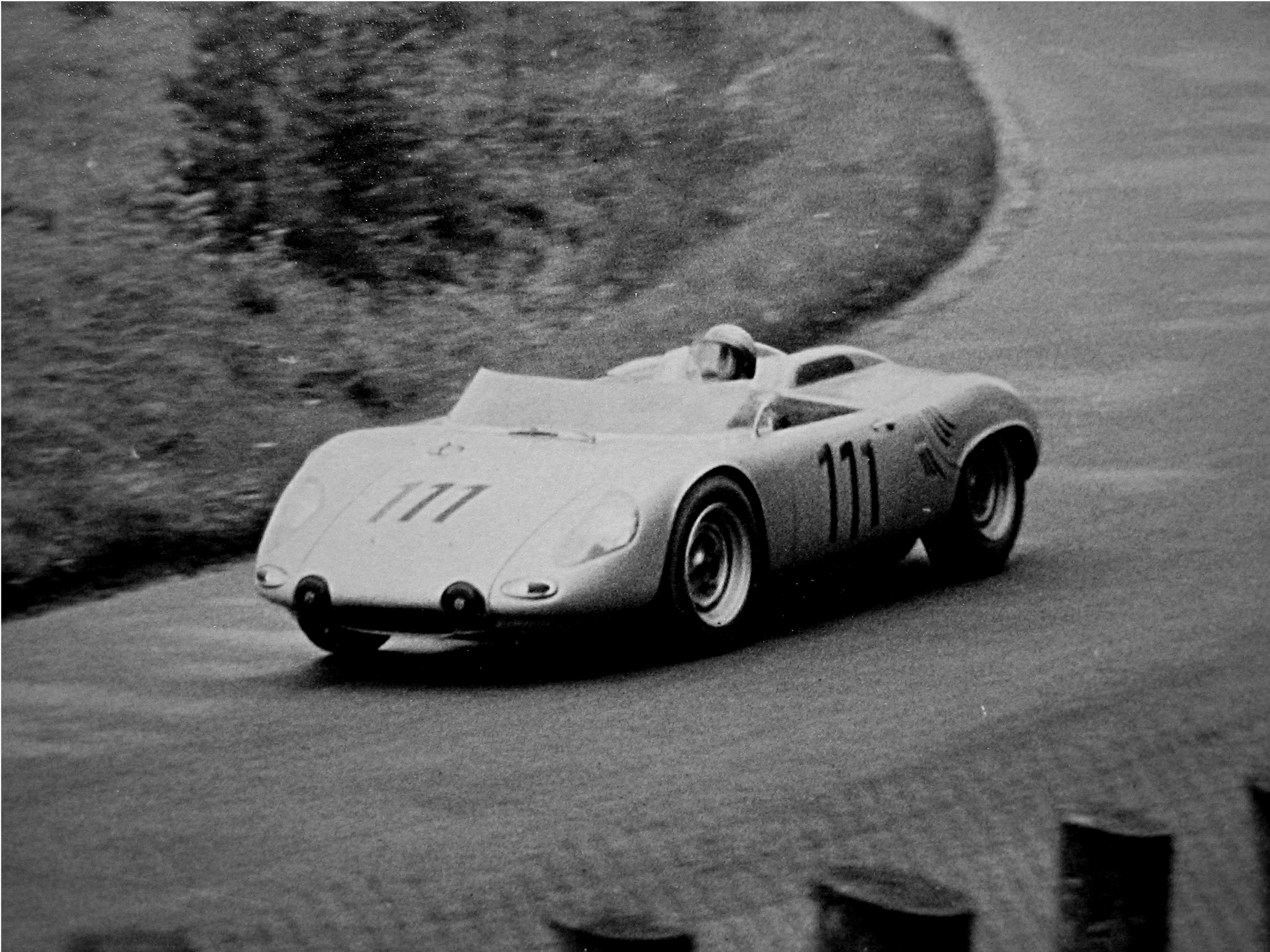
La Porsche 718 nella variante RS 61 protagonista tra le vetture sport di piccola cilindrata ma in grado di vincere per due volte la Targa Florio.

Negli anni cinquanta le strade e i circuiti sono ancora molto pericolosi, le auto sempre più potenti e veloci, gli incidenti mortali piuttosto frequenti. Dopo il disastro di Le Mans in cui perdono la vita un pilota e ottantatré spettatori e la tragedia di Guidizzolo dove a perire sono cinque bambini e quattro adulti, la Federazione Internazionale dell'Automobile vara un nuovo regolamento per ridurre le prestazioni delle macchine da corsa imponendo il limite massimo della cilindrata a 3 litri.
La Federazione Internazionale dell'Automobile, in seguito al disastro di Le Mans e la tragedia di Guidizzolo, in cui vengono coinvolti oltre ai piloti anche numerosi spettatori, cambia i regolamenti riducendo la cilindrata massima ammessa per le gare a tre litri a partire dal 1958.

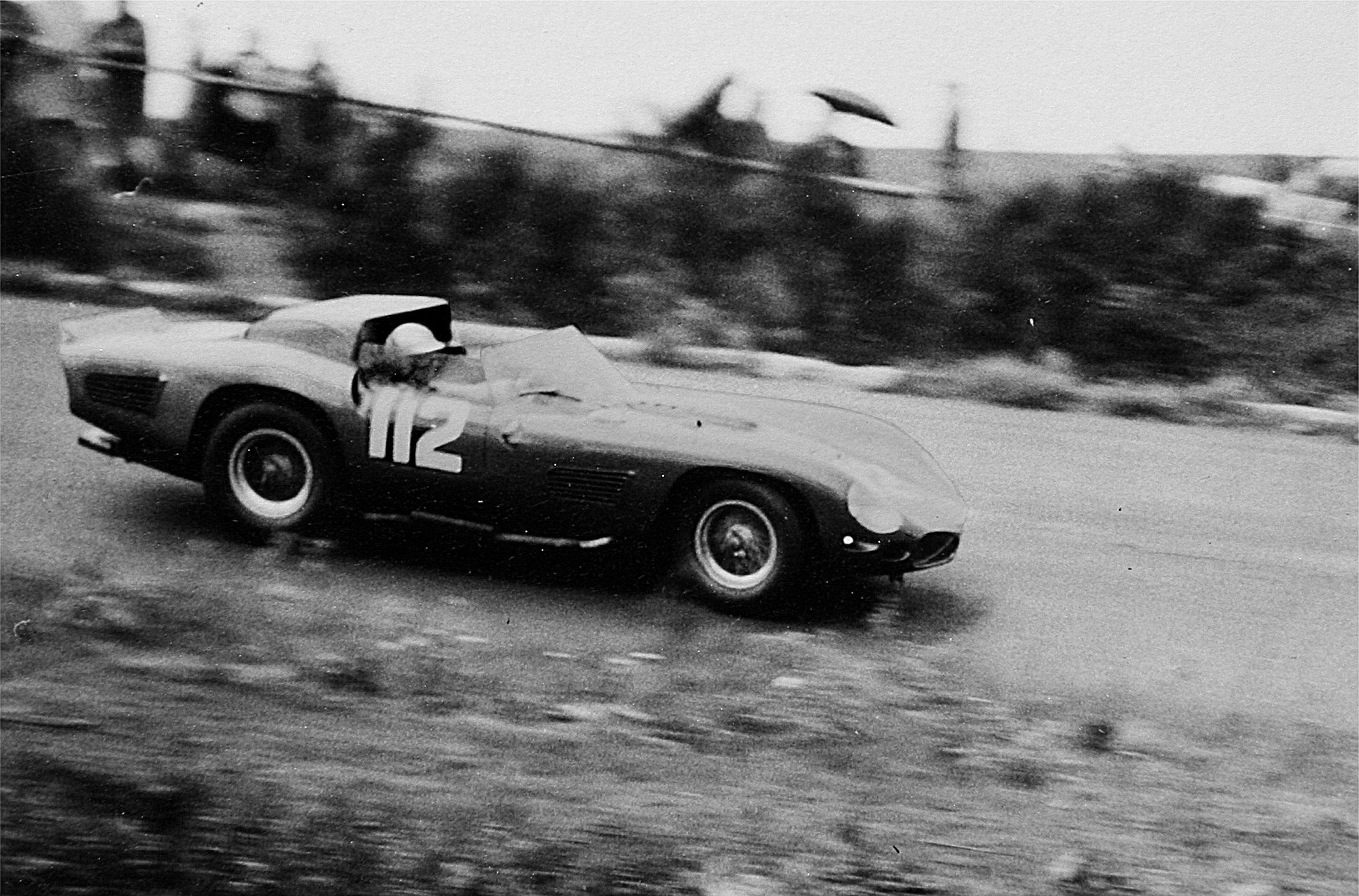
La Ferrari 250 TR 61 derivata dalla 250 Testa Rossa una delle più vittoriose vetture sport con cilindrata limitata a tre litri.

Il periodo delle vetture sport limitate a 3 litri vede primeggiare ancora la Ferrari con la 250 Testa Rossa affiancata nel 1961 dalla 246 SP, la prima sport a motore centrale costruita a Maranello. Pilotate da Collins, Musso, Bandini e in modo particolare dalla coppia formata da Hill e Gendebien le macchine vincono undici prove iridate, compresa la 24 Ore di Le Mans per tre volte e la Targa Florio in due occasioni, e consentono alla Ferrari di diventare Campione del mondo costruttori nel 1958, 1960 e 1961. L'unico costruttore in grado di spodestare la Ferrari è l'inglese Aston Martin che con le DBR1 guidate da Moss, Fairman, Salvadori e Shelby si aggiudica il suo primo ed unico Titolo iridato nel 1959 dopo il terzo posto della stagione precedente. La Maserati schiera le Tipo 61 che vincono due volte di fila la 1000 km del Nürburgring e le consentono di classificarsi al secondo posto nel Campionato del 1961 anche se molto lontana dalla Ferrari. In questi anni sale alla ribalta la Porsche che con la 718 dotata di un motore entro i 2 litri con la quale trionfa alla 12 Ore di Sebring e per due volte consecutive alla Targa Florio. Il costruttore tedesco arriva vicino alla conquista del Mondiale nel 1960 quando conclude la stagione con gli stessi punti validi della Ferrari ma deve cedere il titolo alla casa italiana per il maggior numero di punti totali.
Nel 1960 la Federazione Internazionale dell'Automobile istituisce un campionato specifico per le vetture gran turismo, denominato Coppa vetture gran turismo, da affiancare al Campionato del mondo vetture sport ed inserisce alcune gare in entrambi i calendari. Dal 1962 le gran turismo, comunemente chiamate GT, diventeranno la classe regina del Campionato a scapito delle Sport a cui verrà dedicata una speciale classifica di categoria.

## Gare
- Carrera Panamericana: 1953-1954 (2).
- Gran Premio di Svezia: 1956-1957 (2)
- Gran Premio del Venezuela: 1957 (1)
- Mille Miglia: 1953-1957 (5).
- Targa Florio: 1955, 1958-1961 (5)
- Tourist Trophy: 1953-1955, 1958-1959 (5).
- 1000 km di Buenos Aires: 1954-1958, 1960 (6)
- 1000 km del Nürburgring: 1953, 1956-1961 (7).
- 12 Ore di Sebring: 1953-1961  (9).
- 24 Ore di Le Mans: 1953-1955 e 1957-1961 (8).
- 24 Ore di Spa: 1953 (1)
- 4 Ore di Pescara: 1961 (1)

## Regolamento
La Federazione Internazionale dell'Automobile stabilì di assegnare un solo titolo mondiale, riservato ai costruttori di vetture Sport.
(Dall'Enciclopedia dello Sport-Motori (volume dell'Enciclopedia Italiana Treccani curato da Maurizio Ravaglia e Gianni Cancellieri).)
Partecipavano alle gare anche le Turismo e le Gran Turismo, senza ottenere punti per il campionato e senza avere speciali classifiche a loro riservate, competendo solo per i piazzamementi nelle singole prove.
Ogni costruttore poteva ottenere punti solo con la prima delle sue vettura classificate; i punti assegnati erano rispettivamente 8, 6, 4, 3, 2, 1 dal primo al sesto posto. Venivano considerati validi per la classifica solo una parte dei punti ottenuti da un costruttore nel corso della stagione: i migliori quattro nel 1953, 1954, 1955, 1957 e 1958 e migliori tre nel 1956, 1959, 1960, 1961.

## Albo d'oro
| Anno | Nome                              | Vincitore     | Resoconto |
| ---- | --------------------------------- | ------------- | --------- |
| 1953 | Campionato mondiale vetture sport | Ferrari       | Resoconto |
| 1954 | Campionato mondiale vetture sport | Ferrari       | Resoconto |
| 1955 | Campionato mondiale vetture sport | Mercedes-Benz | Resoconto |
| 1956 | Campionato mondiale vetture sport | Ferrari       | Resoconto |
| 1957 | Campionato mondiale vetture sport | Ferrari       | Resoconto |
| 1958 | Campionato mondiale vetture sport | Ferrari       | Resoconto |
| 1959 | Campionato mondiale vetture sport | Aston Martin  | Resoconto |
| 1960 | Campionato mondiale vetture sport | Ferrari       | Resoconto |
| 1961 | Campionato mondiale vetture sport | Ferrari       | Resoconto |

## Statistiche
Nelle 9 edizioni del campionato sono state disputate complessivamente 52 prove. Le gare inserite in campionato furono 12, disputate in 10 nazioni tra Europa e America; l'Italia è l'unico paese ad aver ospitato 3 gare (tutti gli altri solo una) e quello in cui si svolsero il maggior numero di prove complessive: 5 edizioni della Mille Miglia, 5 della Targa Florio e una della 4 Ore di Pescara. La 12 Ore di Sebring è stata la prima gara svolta con validità iridata, nonché l'unica inserita in tutte le edizioni della serie e disputatata il maggior numero di volte.
Il costruttore ad avere vinto il maggiore numero di titoli è la Ferrari che conta la vittoria di 7 campionati su 9 disputati; detiene anche il record di prove vinte con 27 successi. Per quanto riguarda i piloti, il primato di vittorie spetta a Stirling Moss che ottenne 12 vittorie.